# Ilypnus gilberti
Ilypnus gilberti és una espècie de peix de la família dels gòbids i de l'ordre dels perciformes.

## Morfologia
- Els mascles poden assolir 6,4 cm de longitud total.[5][6]

## Reproducció
És ovípar i els mascles protegeixen els ous.

## Hàbitat
És un peix marí, de clima subtropical i demersal.

## Distribució geogràfica
Es troba al Pacífic oriental: des de la Badia de Tomales (nord de Califòrnia, els Estats Units) fins al sud de la Baixa Califòrnia (Mèxic), incloent-hi el Golf de Califòrnia.

## Observacions
És inofensiu per als humans.